# Onnova

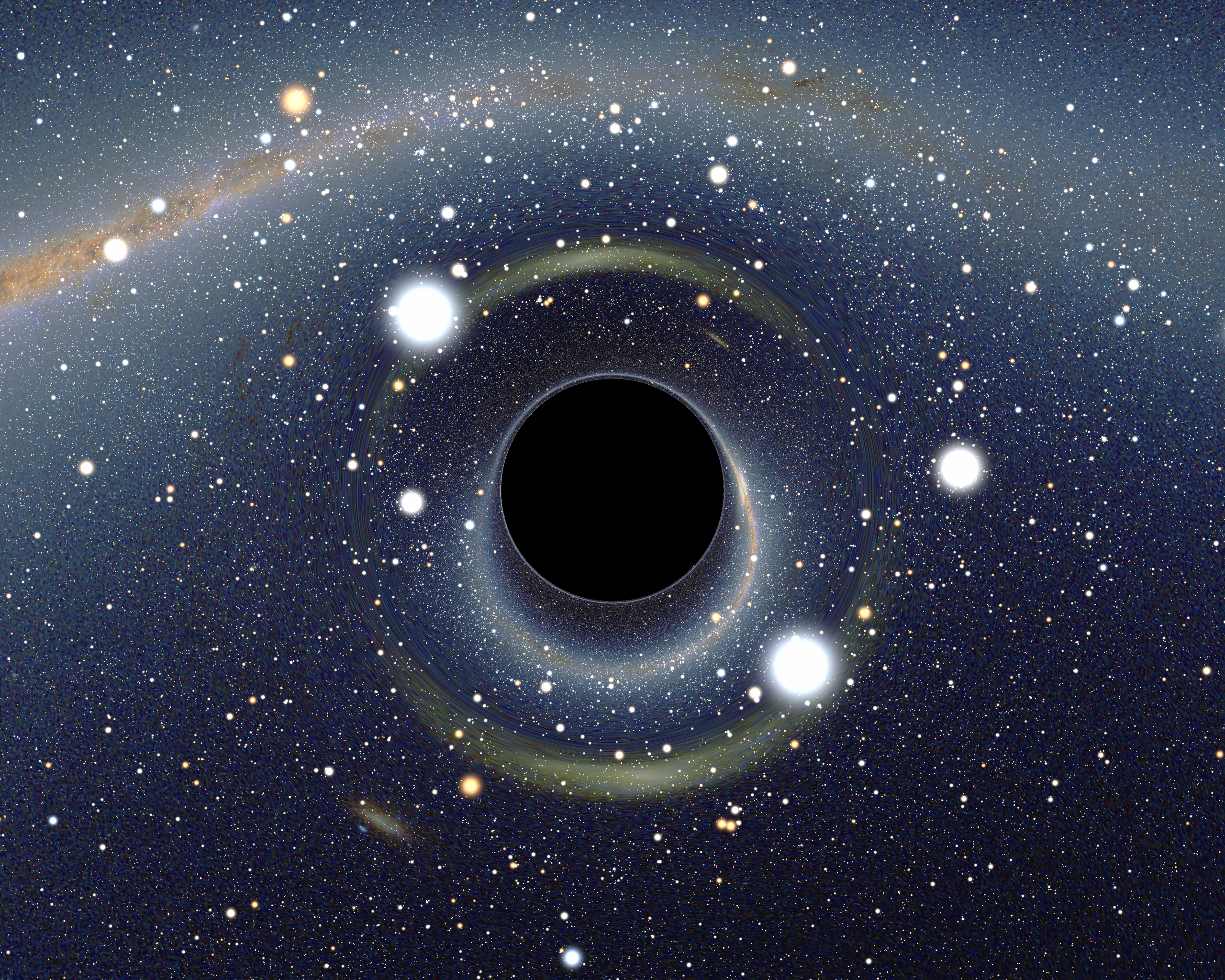
Voorstelling van een zwart gat

Een onnova is het ineenstorten van een ster tijdens zijn laatste levensfase, zonder opmerkelijk veel energie uit te zenden. Nova's of supernova's geven tijdens dit proces veel energie af; bij onnova's gebeurt dit echter niet. Aan het eind van zijn leven raakt de ster door zijn brandstof heen, waarna de buitenste schil op het punt staat om in te storten. De binnenste schil zit gevangen. Als de ster relatief langzaam ronddraait, zal een groot deel van de buitenschil niet naar binnen vallen. Nadat zo'n ster in elkaar stort, blijft de buitenste schil achter. De binnenste lagen draaien niet snel genoeg rond het ontstane zwarte gat en vallen ernaartoe. Dit gebeurt zonder explosie, gammastraling of jets. Indien deze binnenlagen snel rond het zwarte gat draaien, geven zij hun energie af als ze daar uiteindelijk door worden opgeslokt. Deze jets zijn voor astronomen duidelijk waarneembaar. Bij onnova's gebeurt dit echter niet. De ster verdwijnt "zonder kabaal" en laat stilletjes een zwart gat achter.
Het is moeilijk te duiden hoe vaak onnova's voorkomen. De meeste supernova's eindigen als neutronensterren in plaats van zwarte gaten. Een groep astronomen is van mening dat supernova's de gangbare ontstaansgrond van zwarte gaten vormen. Een andere groep is de mening toegedaan dat het leeuwendeel van de zwarte gaten wordt veroorzaakt door onnova's. Dit maakt voor waarnemers groot verschil. Een supernova vernietigt alles in zijn directe omgeving, de onnova zuigt zonder veel aandacht te trekken alles in zijn omgeving op.